# 同福街道
同福街道是中华人民共和国黑龙江省大庆市大同区下辖的一个街道办事处。

## 行政区划
同福街道下辖以下村级行政区划单位：
同萨社区、同庆社区、同心社区、同乐社区、同春社区。